# Stenaelurillus
Stenaelurillus Simon, 1885 è un genere di ragni appartenente alla Famiglia Salticidae.

## Etimologia
Il nome di questo genere è composto da una prima parte Sten-, che deriva dal greco στενός, stenòs, cioè stretto, sottile, angusto, scarso, e da una seconda parte -aelurillus, il genere di ragni con cui presenta varie affinità.

## Caratteristiche
Tutte le specie mostrano due strisce bianche longitudinali sul cefalotorace ed entrambi i sessi hanno setole robuste e folte intorno agli occhi.

## Distribuzione
Le 23 specie oggi note di questo genere sono diffuse in Asia e Africa, in particolare:
- Africa: Libia, Ghana, Tanzania, Kenya, Botswana, Mozambico, Sudafrica, Congo, Egitto, Uganda, Senegal, Algeria e Gambia
- Asia: Vietnam, Cina, India, Iran, Birmania e Tibet[2]

## Tassonomia
A maggio 2010, si compone di 23 specie:
- Stenaelurillus abramovi Logunov, 2008 — Vietnam
- Stenaelurillus albopunctatus Caporiacco, 1949 — Kenya
- Stenaelurillus ambiguus Denis, 1966 — Libia
- Stenaelurillus cristatus Wesolowska & Russell-Smith, 2000 — Ghana, Tanzania
- Stenaelurillus darwini Wesolowska & Russell-Smith, 2000 — Tanzania
- Stenaelurillus fuscatus Wesolowska & Russell-Smith, 2000 — Tanzania
- Stenaelurillus giovae Caporiacco, 1936 — Libia
- Stenaelurillus guttiger (Simon, 1901) — Botswana, Mozambico, Zimbabwe, Sudafrica
- Stenaelurillus hainanensis Peng, 1995 — Cina
- Stenaelurillus hirsutus Lessert, 1927 — Congo
- Stenaelurillus kronestedti Próchniewicz & Heciak, 1994 — Tanzania
- Stenaelurillus lesserti Reimoser, 1934 — India
- Stenaelurillus leucogrammus Simon, 1902 — Africa meridionale
- Stenaelurillus marusiki Logunov, 2001 — Iran
- Stenaelurillus minutus Song & Chai, 1991 — Cina
- Stenaelurillus mirabilis Wesolowska & Russell-Smith, 2000 — Tanzania
- Stenaelurillus natalensis Haddad & Wesolowska, 2006 — Sudafrica
- Stenaelurillus nigricaudus Simon, 1886[3] — Algeria, Gambia, Senegal
- Stenaelurillus setosus (Thorell, 1895) — Birmania
- Stenaelurillus strandi Caporiacco, 1939 — Etiopia
- Stenaelurillus triguttatus Simon, 1886 — Tibet
- Stenaelurillus uniguttatus Lessert, 1925 — Etiopia, Africa orientale
- Stenaelurillus werneri Simon, 1906 — dall'Egitto all'Uganda